# Qasim Amin
Pour les articles homonymes, voir Amin.
Qasim Amin ou Kacem Amin (1865, Alexandrie - 1908, Le Caire) est un penseur égyptien connu comme un des principaux pionniers du courant féministe arabe.

## Biographie
Né en 1865 à Alexandrie d'un père kurde et une mère aristocrate ottoman, Amin a une enfance aisée au sein de l'élite politique égyptienne. Son père, Muhammed Bey Amin Khan, a servi comme gouverneur du vilayet de Diyarbekir avant d'installer la famille à Alexandrie, où il devient commandant de l'armée d'Ismaïl Pacha. La mère de Qasim est issue de la famille de Méhémet Ali.
Il effectue des études dans des établissements fréquentés par les enfants des familles égyptiennes privilégiées. Ses études primaires ont lieu à Alexandrie. Puis sa famille déménage au Caire où il poursuit sa scolarité. Il rejoint l'école khédiviale de droit du Caire, où enseignent des professeurs français, et obtient une licence en 1881.
Dès lors, à 17 ans, il quitte l'Égypte pour la France pour l'université de Montpellier, et Paris. Dans ce parcours étudiant, il découvre la vie occidentale, ainsi les penseurs européens en vogue, notamment Charles Darwin et Herbert Spencer. Il rencontre aussi à Paris Jamal Ad-din al-Afghani et Mohamed 'Abdou. Il se joint à la Société Al-Ôrwa Al-Wothqa[Quoi ?]. Il retourna au Caire en l'été 1885, et le 22 septembre 1887, il est nommé aux contentieux de l'État, puis, en 1889, chef du parquet à Beni Suef et ensuite à Tanta. En 1892, il est nommé juge au tribunal d'appel.

## Ses œuvres
Son œuvre principale, Tahrir al-mar’a  [La Libération de la femme], est publié en 1899. Il y affirme que l'éducation et l'autonomie des femmes sont des signes de modernité, et que le statut de la femme au sein d'une société reflète le niveau de civilisation atteint. En 1900, il publie Al Mar'a al-jadida (La femme nouvelle). C'est lui qui  lance le débat sur le voile en Égypte.

## Ses positions face à la religion et à la science
Seule la raison, chez Qasim Amin, est capable de prescrire des traitements pratiques aux diverses maladies de la société ainsi que de trouver des solutions adéquates à ses différents problèmes. Contrairement à son mentor Muhammed 'Abdou qui essaie de concilier l'islam à la science, Qasim Amin, sans critiquer les conceptions religieuses, donne la priorité à la science. Le seul remède, précise-t-il, consiste dans l'éducation de nos enfants. Il faut leur apprendre à bien connaitre la civilisation occidentale.
Il est une des figures du féminisme de la Nahda.